# Daniël de Ridder
Pour les articles homonymes, voir De Ridder.
Daniël de Ridder est un footballeur néerlandais né le 6 mars 1984 à Amsterdam.

## Biographie
Après un essai concluant, de Ridder signe un contrat d'un an avec le SC Heerenveen le 25 août 2012.

## Vie privée
Il a été en couple avec l'actrice et animatrice Tatum Dagelet.

## Palmarès

### En club
| - Ajax Amsterdam - Championnat des Pays-Bas - Champion : 2004 |  | - Hapoël Tel-Aviv - Championnat d'Israël - Champion : 2010 - Coupe d'Israël - Vainqueur : 2010 |

### En sélection
- Pays-Bas
  - EURO Espoirs
    - Vainqueur (2) : 2006, 2007

## Référence
1. ↑  (nl) Heerenveen recrute De Ridder sur www.rtl.nl
2. ↑  (nl) « Tatum Dagelet en Nadeche de Zwart, ex-vriendinnen van Daniel de Ridder », sur Spelersvrouw.nl, 5 février 2015 (consulté le 8 décembre 2018)